# Anden i glaset
Anden i glaset är en förenklad variant av Ouija-bräda som ibland påstås vara en metod för att få kontakt med andar.

## Ungefärligt tillvägagångssätt
På ett stort papper ritar man upp A till Ö, 0 till 9, Ja, Nej och Vet inte samt Start och Slut.
Glaset tas fram och värms upp-och-ner över en värmekälla, såsom ett ljus av något slag. Om utövaren/-na har för mening att få kontakt med ett övernaturligt väsen kan seansen inledas med att en deltagare håller glaset mot munnen och frågar om det finns en vänligt sinnad ande i rummet. Glaset placeras sedan på papperet med öppningen ner där man skrivit start. Deltagarna sätter varsitt finger på ovansidan av glaset, som nu skall glida till "ja" eller "nej". Är det en ensam utövare kan båda händerna användas. 
Proceduren upprepas igen, dvs glaset värms, en person ställer en fråga han eller hon vill ha svar på, och glaset skall då glida över bokstäverna och siffrorna och avslöja ett svar.

## Effekten
Anden i glaset omges ofta av mystik, till exempel utövas ofta aktiviteten i ett mörkt rum, och effekten när glaset verkar flytta sig av sig själv kan därför vara skrämmande. I grupp byggs stämningen upp så att det blir än mer skrämmande, och det är detta som skeptiker hävdar är anledningen till att det finns berättelser om hur garderobsdörrar har öppnat sig av sig själva, konstiga ljud, och kalla vindpustar gått genom rummet. Det finns också berättelser om att glaset rör sig utan fysisk kontakt, detta har dock aldrig kunnat vetenskapligt beläggas.

## Vem styr glaset?
Tanken är att deltagarna skall hålla väldigt lätt på glaset och att ingen av deltagarna skall styra det, men likväl rör sig ibland glaset från bokstav till bokstav och bildar ord. Andetroende hävdar att det är anden som styr glaset, men den vetenskapliga förklaringen är att deltagarna själva, medvetet eller omedvetet, styr glaset. När det sker omedvetet kallas fenomenet för den ideomotoriska effekten vilken undersöktes vetenskapligt på 1830- till 1850-talet.